# Swaythling Club International
Der Swaythling Club International (SCI) ist eine internationale Vereinigung, die verdiente frühere Tischtennismeister unterstützt. Vorrangig soll der Kontakt und die Pflege der Freundschaft zwischen den „Ehemaligen“ gefördert werden. Zudem führt der SCI die Senioren-Weltmeisterschaften durch.

## Namensgebung
Namensgeber ist Lady Swaythling – mit vollem Namen Lady Gladys Goldsmid Montagu Swaythling (1879–1965) – die Mutter des Turnierorganisators der Tischtennisweltmeisterschaft 1926 Ivor Montagu.

## Geschichte
Gegründet wurde der SCI am 20. April 1967 in Stockholm von 21 ehemaligen Teilnehmern von Tischtennisweltmeisterschaften, die einen Vorschlag von Žarko Dolinar (Jugoslawien) umsetzten. Ehemaligen und noch aktiven Spielern von Weltmeisterschaftsmannschaften soll geholfen werden, wenn sie in materielle oder menschliche Not geraten.
Zu den Gründungsmitgliedern zählten noch Guy Amouretti (Frankreich), Gosta Brolin (Schweden), Ron Crayden (England), Tage Flisberg (Schweden), Laszlo Földy (Schweiz), Bengt Grive (Schweden), Bill Gunn (USA), Vilim Harangozo (Jugoslawien), Johnny Leach (England), Dieter Mauritz (BRD), Dick Miles (USA), Ichiro Ogimura (Japan), Miroslav Prasak (CSSR), Marty Reisman (USA), George Roland (Belgien), Jupp Schlaf (BRD), Ferenc Sido (Ungarn), Michael Thornhill (England), Hugo Urchetti (Schweiz) und Josef Veselsky (Irland).
Erster Präsident wurde der Ungar Victor Barna, der den Club bis zu seinem Tode ausbaute. Sein Nachfolger seit 1972 war Joe Veselsky (Irland). Später übernahm Ferenc Sido dieses Amt. 1997 trat Diane Schöler die Nachfolge an. Von 2013 bis 2018 war Eberhard Schöler Präsident, ihm folgte der Norweger Öivind Eriksen.

## Mitgliedschaft
Die Mitgliedschaft im SCI erfolgt „per Einladung“. Die Anforderungen wurden 1987 präzisiert: Die Mitglieder müssen mindestens einen Wettbewerb bei einer Tischtennis-Weltmeisterschaft gewonnen haben oder an mindestens zwei Weltmeisterschaften teilgenommen haben oder bei mindestens drei Weltmeisterschaften als Betreuer („non-playing team captain“) fungiert haben.
Jede Nation, die durch Mitglieder im SCI vertreten ist, hat einen nationalen Repräsentanten, der die SCI-Prinzipien im eigenen Land vertritt. Insbesondere sollte er bei den nationalen Meisterschaften ein Treffen der Mitglieder organisieren.
Im April 2005 gehörten dem SCI 69 Nationen mit 661 Mitgliedern an.

## Vergabe von Preisen
Der SCI vergibt mehrere Auszeichnungen.

### Richard Bergmann Fair Play Award
Diese Auszeichnung wird an Tischtennissportler vergeben, die sich besonders fair verhalten haben. Zunächst nannte man diesen Preis Barna Preis des SCI, 1970 wurde er zu Ehren des vierfachen Weltmeisters Richard Bergmann umbenannt.
1968 erhielt die Ungarin Éva Kóczián den Preis für ihr Verhalten bei der Europameisterschaft 1968. Dies bildete insofern eine Ausnahme, als die Preise ansonsten nur für Weltmeisterschaften vergeben wurden. Weitere Preisträger sind u. a. Kjell Johansson (Schweden – WM 1967), Eberhard Schöler (WM 1969), Shigeo Itō (Japan – WM 1971), Wilfried Lieck (WM 1977), Jacques Secrétin (WM 1983), Jan-Ove Waldner (WM 1993 sowie WM 1997), Timo Boll (WM 2005 sowie WM 2011) und Vladimir Samsonov (WM 2003, WM 2007 und WM 2013), als bisher (Stand 2024) einziger Spieler, der diesen Preis dreimal erhielt.

### Victor Barna Preis
Mit dem Victor Barna Preis werden bei jeder Weltmeisterschaft die erfolgreichsten Spieler geehrt. Der Preis wurde 1973 von Suzy Barna ins Leben gerufen zu Ehren ihres Mannes Victor Barna.
Ein Spieler erhält 10 Punkte für Platz 1 im Einzelwettbewerb, 9 Punkte für Platz 2 usw. Zusätzlich erhält er 5 Punkte, wenn er im Doppel Platz 1 belegt, 4 Punkte für Platz 2 usw. Die gleiche 5-Punkte-Systematik gilt für das Mixed. Der Spieler mit der höchsten Punktzahl gilt als erfolgreichster WM-Teilnehmer und erhält den Preis.

### Diane Schöler Memorial Best Player Award
Seit 2024 wird der Diane Schöler Award an die beste Spielerin der Weltmeisterschaft vergeben. Die Namensgeberin des Preises war von 1997 bis 2013 Präsidentin des Swaythling Club International und gewann 20 WM-Medaillen.

### Deutsche Sektion des Fairnesspreises
Der DTTB vergibt diesen Preis an deutsche Spieler. Bisherige Preisträger (Auswahl):
- Anke Schreiber
- Jutta Trapp
- Wilfried Lieck (1982)
- Manfred Konieczka (1983)[6]
- Ralf Wosik (1987)
- Bernhard Vossebein (1992)[7]
- Lars Hielscher (2000)[8]
- Christina Fischer (2002)[9]